# 다비 (의상)

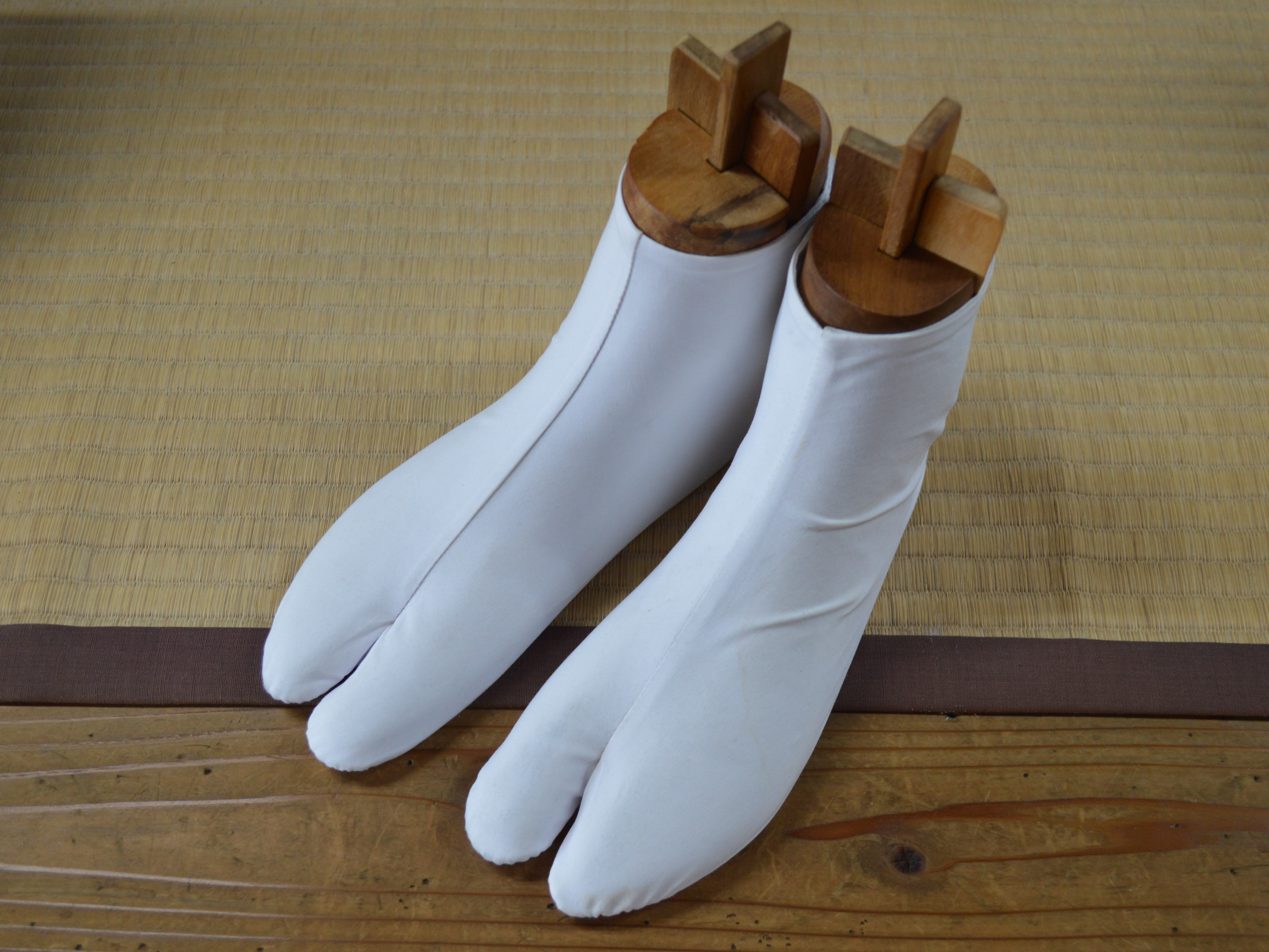
Tabi

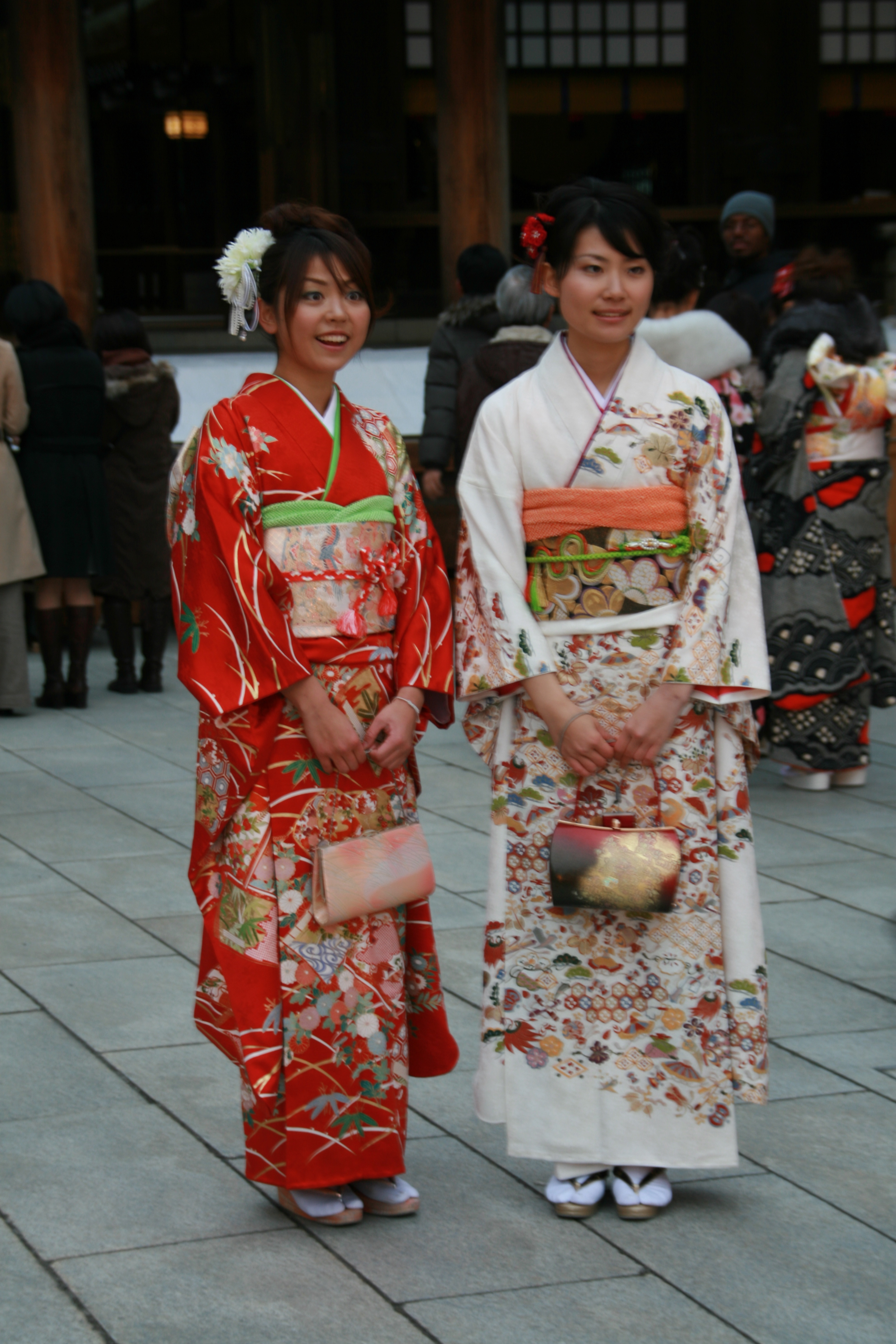
다비를 착용한 일본의 여성들.

다비(たび)는 일본의 전통 버선이다. 일본 전통 신발인 조리, 게타, 셋타 등을 신을 때 사용할 수 있게, 엄지발가락과 검지발가락 사이가 갈라져 있다.